# Little Cub Geyser
Little Cub Geyser is een conusgeiser in het Upper Geyser Basin van Yellowstone National Park.
Little Cub Geyser is, naast Lion Geyser, een van de actievere geisers van de Lion Group, een groep geisers en hete bronnen die ondergronds met elkaar in verbinding staan. De tijd tussen twee uitbarsting is ongeveer 30 tot 90 minuten en de duur van een uitbarsting is ongeveer 10 minuten.
Voor een uitbarsting spettert Little Cub Geyser om de paar minuten. Wanneer het spetteren net begint, is het klein en laag. Na verloop van tijd wordt dit gespetter groter en hoger, totdat de uitbarsting begint.
In 2004 onderging Little Cub Geyser een aantal veranderingen, waaronder het 'slapen' in sommige nachten en het hebben van variërende tijd tussen twee uitbarstingen, die minder dan een uur kon zijn, maar ook meer dan 43 uur. Voor deze veranderingen barstte Little Cub Geyser ongeveer iedere 50 tot 90 minuten uit.